# Dokumente und Debatten
Dokumente und Debatten est le nom d'une série d'émissions spéciales de Deutschlandradio.

## Présentation
Dokumente und Debatten sont considérés comme une chaîne spéciale qui diffuse de nombreuses transmissions spéciales et événements sportifs et diffuse également des transmissions de diverses réunions. Quand aucun programme n'est diffusé, le programme sera repris par Deutschlandfunk.

## Histoire
Dans le cadre d'une réforme de la structure de la marque, Deutschlandradio présente pour le 1er mai 2017 pour ses stations de radio de nouveaux logos. En outre, deux filiales sont présentées : Deutschlandradio Kultur et DRadio Wissen. Deutschlandradio Kultur devient Deutschlandfunk Kultur et DRadio Wissen, Deutschlandfunk Nova.

## Programme
Les émissions proviennent généralement de l'offre de programmes de Deutschlandfunk et Deutschlandradio Kultur.
En outre, des documentaires et des débats de l'ARD, Phoenix et ZDF peuvent être entendus comme le Presseclub de WDR.

## Diffusion
Le programme de Dokumente und Debatten est diffusé le 1er janvier 2015. Il peut être reçu via DAB + et DVB-S ainsi que sur Internet.

### Source de la traduction
- (de) Cet article est partiellement ou en totalité issu de l’article de Wikipédia en allemand intitulé « Dokumente und Debatten » (voir la liste des auteurs).